# Ferdinando Antonio Lazzari
Ferdinando Antonio Lazzari O.F.M.Conv. (Bologna, 11 aprile 1678 – Bologna, 19 aprile 1754) è stato un francescano, compositore e organista italiano.

## Biografia
Al secolo Lazzaro Maria, entrò nel 1693 nell'ordine francescano presso il convento San Francesco di Bologna dove, un anno dopo, emise la professione religiosa assumendo il nome di Ferdinando Antonio. Dal 1702 fu reggente del coro dello stesso convento. 
Dopo un periodo presso il Sacro Convento di Assisi, rientrò a Bologna dove nel maggio 1702 fu nominato Maestro di cappella di San Francesco. Mantenne tale incarico fino al dicembre 1705 quando si trasferì a Venezia dove prestò analogo servizio in Santa Maria Gloriosa dei Frati. Cecuziente, nel 1713 tornerà al convento di Bologna dove rimarrà fino alla morte.
Secondo Giovanni Battista Martini, il Lazzari imparò a suonare l'organo con padre Giovanni Battista Vastamigli, il violino con Domenico Gabrielli e fu istruito in composizione da Giovanni Paolo Colonna e Pietro degli Antonii.